# Krähenparadiesvogel
Der Krähenparadiesvogel (Lycocorax pyrrhopterus) ist eine krähenähnlich aussehende Vogelart aus der Familie der Paradiesvögel (Paradisaeidae). Sie galt lange als die einzige Art der Gattung Lycocorax, die früher als Unterart behandelte Obiparadieskrähe (Lycocorax obiensis) gilt heute als eigenständige Art. Das Verbreitungsgebiet sind die Molukken. Die Art gehört zu den wenigen monogamen Arten der Paradiesvögel. Es werden zwei Unterarten unterschieden.
Die Bestandssituation des Krähenparadiesvogels wird von der IUCN als ungefährdet (least concern) eingestuft.

## Beschreibung
Der Krähenparadiesvogel ist ein mittelgroßer Paradiesvogel und erreicht eine Körperlänge von bis zu 42 Zentimeter, davon entfallen bei der größten Unterart, Lycocorax pyrrhopterus morotensis, beim Männchen zwischen 15,2 und 16,1 Zentimeter und beim Weibchen zwischen 14,3 und 14,7 Zentimeter auf die Steuerfedern. Der Schnabel hat eine Länge von 5,3 bis 5, 6 Zentimeter. Die Geschlechter unterscheiden sich nur geringfügig. Die Weibchen sind gewöhnlich etwas kleiner als die Männchen.
Der Kopf ist leicht glänzend schwarzbraun, wobei der Scheitel am dunkelsten ist. Der Mantel, der Rücken, der Bürzel und die Oberschwanzdecken sind etwas heller als der Kopf. Das Körperobergefieder glänzt leicht, dieser blaugraue Schimmer ist am stärksten auf dem Mantel ausgeprägt. Die Flügel sind dunkelbraun, die Flügeldecken haben dabei einen dunkleren Ton, die Schwungfedern sind dagegen dunkel zimtbraun. Die Körperunterseite ist wie der Mantel gefärbt, wobei am Unterbauch, am Bürzel und den Unterschwanzdecken der Ton etwas bräunlicher ist. Der Schnabel ist glänzend schwarz, die Iris blutrot.

## Verbreitungsgebiet und Lebensraum
Das Verbreitungsgebiet des Krähenparadiesvogels sind die Molukken, eine indonesische Inselgruppe zwischen Sulawesi und Neuguinea. Es werden zwei  Unterarten unterschieden, die in folgenden Regionen der Molukken vorkommen:
- Lycocorax pyrrhopterus morotensis Schlegel, 1863 – Diese Unterart kommt auf den Inseln Morotai und Rau der Nordmolukken vor.
- Lycocorax pyrrhopterus pyrrhopterus (Bonaparte, 1850) – Diese Unterart kommt auf den Inseln Halmahera, Kasiruta und die Bacaninseln.

Die Höhenverbreitung reicht von den Tiefebenen bis in Höhenlagen von 1600 Metern.
Auf den Inseln seines Verbreitungsgebietes kommt der Krähenparadiesvogel eine Reihe verschiedener Lebensräumen vor. Er besiedelt sowohl Primär- als auch Sekundärwäldern, kommt an Waldrändern und in verwilderten Gärten mit vielen Büschen vor. Im Inneren von Regenwäldern hält er sich überwiegend in den Baumkronen höherer Bäumen auf. In sumpfigen Wäldern ist er vergleichsweise selten und in Mangroven ist er nur anzutreffen, wenn sie an andere Waldtypen angrenzen.

## Lebensweise
Der Krähenparadiesvogel ist ein unauffälliger, scheuer und heimlich lebender Paradiesvogel. Er lebt überwiegend einzelgängerisch oder paarweise. Nur gelegentlich wird er in Gruppen mit bis zu fünf Individuen angetroffen. Der Flug ist schnell und direkt und häufig von Gleitphasen unterbrochen. Beim Fliegen ist als Instrumentallaut ein Flügelrascheln zu vernehmen. Die Nahrung besteht ausschließlich aus Früchten.
Krähenparadiesvögel sind monogam, beide Elternvögel kümmern sich um die Aufzucht der Jungvögel. Das Nest wird 4 bis 15 Meter oberhalb des Baumes in einer Astgabel errichtet. Die wenigen bislang untersuchten Nester waren napfförmig und überwiegend aus Wurzeln, Holzteilchen und Moos gebaut. Das Gelege besteht aus einem einzelnen Ei. Die Dauer der Brutzeit und die Entwicklung der Jungvögel vom Schlupf bis zum Ausfliegen sind bislang noch nicht dokumentiert.

## Einzelbelege
1. ↑   Handbook of the Birds of the World zur Obiparadieskrähe, aufgerufen am 5. Juli 2017
2. 1 2 3   Handbook of the Birds of the World zum Krähenparadiesvogelf, aufgerufen am 4. Juli 2017
3. 1 2   Frith & Beehler: The Birds of Paradise - Paradisaeidae. S. 207
4. 1 2   Frith & Beehler: The Birds of Paradise - Paradisaeidae. S. 205.
5. 1 2   Frith & Beehler: The Birds of Paradise - Paradisaeidae. S. 208.
6. ↑   Frith & Beehler: The Birds of Paradise - Paradisaeidae. S. 209.